# Saphanidus girardi
Saphanidus girardi là một loài bọ cánh cứng trong họ Cerambycidae.